# ナパ川
ナパ川（ナパがわ、Napa River）は、アメリカ合衆国カリフォルニア州北部を流れる全長約80kmの川である。サンフランシスコ北東の山中にあるワインの産地として有名なナパバレー、ワインカントリーを流れる。
マヤカマス山地のセントヘレナ山南麓のナパ郡北西部に源を発し、南へ6 km流れナパバレーに入る。南東に向きを転じ、カリストガ、セントヘレナ、ナパを流れ、サンパブロ湾へ注ぐ。
2005年の年末には大規模な氾濫が発生し、付近のワイナリーや住宅が被害を受けた。
ナパより下流側の下流部一帯は2013年にサンフランシスコ湾の一部としてサスーン湾、カーキネス海峡などと共にラムサール条約登録地となった。